# Đặng Vũ Sơn
Đặng Vũ Sơn (Sinh 1960), là một sĩ quan cấp cao trong Quân đội nhân dân Việt Nam, hàm Trung tướng, nguyên là Trưởng ban Ban Cơ yếu Chính phủ.

## Thân thế và sự nghiệp
Ông tốt nghiệp Đại học Sư phạm Hà Nội khoa Toán, sau đó giảng dạy tại trường văn hóa quân đội.
Một thời gian sau ông chuyển sang làm giảng viên khoa mật mã, Học viện Kỹ thuật Mật mã. Tại đây, ông phát triển lên là Phó trưởng khoa, sau đó được bổ nhiệm Phó vụ trưởng Vụ khoa học công nghệ, Ban Cơ yếu Chính phủ, rồi Vụ trưởng.
Năm 2012, ông được bổ nhiệm làm Giám đốc Học viện Kỹ thuật Mật mã.
Năm 2013 được bổ nhiệm Phó trưởng Ban Cơ yếu Chính phủ.
Tháng 10 năm 2014 được Thủ tướng bổ nhiệm giữ chức Trưởng Ban Cơ yếu Chính phủ Việt Nam.
Tháng 4 năm 2020, ông nghỉ hưu.
Thiếu tướng (2013), Trung tướng (2017)